# Société de l'histoire de France
La Société de l'histoire de France (SHF) est la première des sociétés savantes, fondée le 21 décembre 1833 à l'initiative de François Guizot afin de contribuer au renouveau des études historiques.

## Historique
Fondée le 21 décembre 1833 à l'initiative de François Guizot, déclarée d'utilité publique par Louis-Napoléon Bonaparte le 31 juillet 1851, la Société de l'histoire de France a joué depuis plus de 175 ans un rôle de premier plan dans l'édition des textes et documents concernant l'histoire nationale. Le domaine de la Société était initialement limité à la période antérieure aux États généraux de 1789 ; elle a absorbé ensuite, en 1927, la Société d'histoire contemporaine. Beaucoup des plus éminents historiens français des XIXe et XXe siècles ont été élus à la présidence annuelle.

## Actions de la société
Sa collection d'éditions critiques et ses périodiques (Bulletin et Annuaire fondus depuis 1863 dans l'Annuaire-Bulletin de la Société de l'Histoire de France) rassemblent, en plus de 500 volumes, une documentation historique considérable : chroniques, mémoires, journaux et correspondances, aussi bien que documents financiers ou judiciaires.
Une grande partie des textes publiés avant 1940 sont désormais gratuitement accessibles en ligne : Gallica, la bibliothèque numérique de la Bibliothèque nationale de France, contient une grande partie des publications de la SHF antérieures à 1940 en texte intégral, y compris les collections complètes de ses trois périodiques. Beaucoup d'autres volumes, antérieurs aux années 1860, sont sur Google Livres.
La Société organise des conférences historiques, deux fois par an (conférence d'automne et « lecture » à l'assemblée de printemps), et occasionnellement des colloques.

## Fonctionnement
L'adhésion est ouverte aux historiens de profession comme aux amateurs, français et étrangers, qui souhaitent contribuer à soutenir l'activité de la Société. Les membres sont admis par le Conseil, sur présentation par l'un des sociétaires. Ils sont destinataires de toutes les nouvelles publications comme des invitations aux conférences.

## Bureau
| Année     | Président                                 | Vice-présidents                                          | Secrétaire        | Secrétaire adjoint     | Trésorier-arch.-bibl. | Censeurs                                  |
| --------- | ----------------------------------------- | -------------------------------------------------------- | ----------------- | ---------------------- | --------------------- | ----------------------------------------- |
| 1915-1916 | Paul Guilhiermoz                          | Louis Delavaud Roland Delachenal                         | Noël Valois       | Henri Courteault       | Léon Lecestre         | Frédéric Soehnée Charles de Lasteyrie     |
| 1916-1917 | Louis Delavaud                            | Germain Lefèvre-Pontalis Maurice Roy                     | Roland Delachenal | Henri Courteault       | Léon Lecestre         | Georges Daumet Charles de Lasteyrie       |
| 1917-1918 | Germain Lefèvre-Pontalis                  | Maurice Roy Henri Stein                                  | Roland Delachenal | Henri Courteault       | Léon Lecestre         | Georges Daumet Charles de Lasteyrie       |
| 1918-1919 | Henri Stein                               | Gustave Baguenault de Puchesse Alfred Coville            | Roland Delachenal | Henri Courteault       | Léon Lecestre         | Georges Daumet Charles de Lasteyrie       |
| 1919-1920 | Gustave Baguenault de Puchesse            | Alfred Coville Pierre Imbart de La Tour                  | Roland Delachenal | Henri Courteault       | Léon Lecestre         | Robert Lavollée Léon Mirot                |
| 1920-1921 | Alfred Coville                            | Pierre Imbart de La Tour Henri Moranvillé                | Roland Delachenal | Henri Courteault       | Léon Lecestre         | Robert Lavollée Léon Mirot                |
| 1921-1922 | Pierre Imbart de La Tour                  | Charles-Victor Langlois Max Prinet                       | Roland Delachenal | Henri Courteault       | Léon Lecestre         | Robert Lavollée Léon Mirot                |
| 1922-1923 | Charles-Victor Langlois                   | Max Prinet Gustave Dupont-Ferrier                        | Roland Delachenal | Henri Courteault       | Léon Lecestre         | Robert Lavollée Léon Mirot                |
| 1923-1924 | Max Prinet                                | Gustave Dupont-Ferrier Léon de Lanzac de Laborie         | Henri Courteault  | Jean de Boislisle      | Léon Lecestre         | Robert Lavollée Léon Mirot                |
| 1924-1925 | Gustave Dupont-Ferrier                    | Léon de Lanzac de Laborie Pierre de Vaissière            | Henri Courteault  | Jean de Boislisle      | Léon Lecestre         | Robert Lavollée Léon Mirot                |
| 1925-1926 | Léon de Lanzac de Laborie                 | Camille Couderc Auguste de La Force                      | Henri Courteault  | Jean de Boislisle      | Paul Marichal         | Robert Lavollée Léon Mirot                |
| 1926-1927 | Camille Couderc                           | Auguste de La Force Maurice Roy                          | Henri Courteault  | Jean de Boislisle      | Paul Marichal         | Charles Samaran Henry Soulange-Bodin      |
| 1927-1928 | Auguste de La Force                       | Maurice Roy Édouard Jordan                               | Henri Courteault  | Jean de Boislisle      | Paul Marichal         | Charles Samaran Henry Soulange-Bodin      |
| 1928-1929 | Maurice Roy                               | Édouard Jordan Charles-Alexandre Geoffroy de Grandmaison | Henri Courteault  | Jean de Boislisle      | Paul Marichal         | Léonce Celier Henry Soulange-Bodin        |
| 1929-1930 | Édouard Jordan                            | Charles-Alexandre Geoffroy de Grandmaison Marcel Marion  | Henri Courteault  | Jean de Boislisle      | Paul Marichal         | Léonce Celier Henry Soulange-Bodin        |
| 1930-1931 | Charles-Alexandre Geoffroy de Grandmaison | Marcel Marion Léon Levillain                             | Henri Courteault  | Jean de Boislisle      | Paul Marichal         | Léonce Celier Henry Soulange-Bodin        |
| 1931-1932 | Marcel Marion                             | Léon Levillain Louis Madelin                             | Henri Courteault  | Jean de Boislisle      | Paul Marichal         | Eugène Martin-Chabot Henry Soulange-Bodin |
| 1932-1933 | Léon Levillain                            | Louis Madelin Frédéric Soehnée                           | Henri Courteault  | Jean de Boislisle      | Paul Marichal         | Eugène Martin-Chabot Henry Soulange-Bodin |
| 1933-1934 | Louis Madelin                             | Frédéric Soehnée Henri de Manneville                     | Henri Courteault  | Jean de Boislisle      | Paul Marichal         | Eugène Martin-Chabot Henry Soulange-Bodin |
| 1934-1935 | Frédéric Soehnée                          | Henri de Manneville Jules Viard                          | Henri Courteault  | Jean de Boislisle      | Paul Marichal         | Eugène Martin-Chabot Henry Soulange-Bodin |
| 1935-1936 | Henri de Manneville                       | Jules Viard Louis André                                  | Henri Courteault  | Jean de Boislisle      | Ernest Lyon           | Eugène Martin-Chabot Henry Soulange-Bodin |
| 1936-1937 | Jules Viard                               | Louis André Pierre Champion                              | Henri Courteault  | Jean de Boislisle      | Ernest Lyon           | Eugène Martin-Chabot Georges Tessier      |
| 1937-1938 | Louis André                               | Pierre Champion Léon Mirot                               | Henri Courteault  | Jean de Boislisle      | Ernest Lyon           | Eugène Martin-Chabot Georges Tessier      |
| 1938-1939 | Pierre Champion                           | Léon Mirot Roger Grand                                   | Charles Samaran   | Jean de Boislisle      | Ernest Lyon           | Eugène Martin-Chabot Georges Tessier      |
| 1939-1940 | Léon Mirot                                | Roger Grand Jean de Boislisle                            | Charles Samaran   | Albert Mirot (délégué) | Ernest Lyon           | Blaise de Montesquiou Goerges Ritter      |

### Liste des présidents depuis 1940
- Alfred Coville (1940)
- Roger Grand (1941)
- Jean de Boislisle (1942)
- Émile Dard (1943)
- Bernard de Lacombe (1944)
- Charles Petit-Dutaillis (1945)
- Clovis Brunel (1946)
- Charles-Hippolyte Pouthas (1947)
- Pierre Caron (1948)
- François Charles-Roux (1949)
- Georges Bourgin (1950)
- Robert Fawtier (1951)
- Paul-André Lemoisne (1952)
- Joseph Desmars (1953)
- Jean de Pange (1954)
- Léonce Celier (1955)
- Blaise de Montesquiou-Fézensac (1956)
- Édouard Giard (1957)
- Georges Tessier (1958)
- duc de Lévis-Mirepoix (1959)
- Charles Perrat (1960)
- Guy Périer de Féral (1961)
- Pierre Marot (1962)
- Léon Noël (1963)
- Robert Bossuat (1964)
- Pierre Renouvin (1965)
- Charles Braibant (1966)
- Pierre Gaxotte (1967-1968)
- Jacques Meurgey de Tupigny (1969)
- Charles de Cossé-Brissac (1970)
- Henry Contamine (1971)
- Jeanne Vielliard (1972)
- Victor-Lucien Tapié (1973)
- duc de Castries (1974)
- André Vernet (1975)
- Michel Mollat du Jourdin (1976)
- Louis Carolus-Barré (1977)
- Yves Cazaux (1978)
- Pierre Duparc (1979)
- Fernand Gambiez (1980)
- Jacques Boussard (1981)
- Roland Mousnier (1981)
- Raymond Cazelles (1982)
- Pierre Chaunu (1983)
- Bernard Mahieu (1984)
- Michel Antoine (1985)
- Pierre Chevallier (1986)
- Robert-Antoine Bautier (1987)
- André Corvisier (1988)
- Jean Glénisson (1989)
- Henri Dubois (1990)
- Pierre Riché (1991)
- Paul Bouteiller (1992)
- Jean Jacquart (1993)
- Michel Le Moël (1994)
- Bernard Guenée (1995)
- Jacques Monfrin (1996)
- Jean Delmas (1997)
- Emmanuel Poulle (1998)
- Françoise Autrand (1999)
- Robert Fossier (2000)
- Bruno Neveu (2001)
- Bernard Barbiche (2002)
- Jean Chagniot (2003)
- Pierre Gasnault (2004)
- Philippe Contamine (2005)
- Yves-Marie Bercé (2006)
- Françoise Hildesheimer (2007)
- Lucien Bély (2008)
- Claude Gauvard (2009)
- Pascale Bourgain (2010)
- Françoise Michaud-Fréjaville (2011)
- Philippe Levillain (2012)
- Martine Constans (2013)
- Marc Smith (2014)
- Robert Descimon (2015)
- Jean-Marie Moeglin (2016)[1]
- Laurent Morelle (2017)
- Sylvie Daubresse (2018)

{...}
- Olivier Poncet (2022)
- Muriel Gaude-Ferragu (2023)
- Bruno Galland (2025)